# Agostino Cameroni
Agostino Cameroni (Treviglio, 18 luglio 1870 – Caravaggio, 9 settembre 1920) è stato un politico, giornalista e critico musicale italiano.
Avvocato. Fu deputato al Regno d'Italia nelle XXII, XXIII, XXIV e XXV legislatura. Originario da un'antica famiglia trevigliese appartenente alla borghesia benestante professionale, imprenditoriale, monarchica e cattolica del bergamasco, fu una delle figure di spicco della cultura e della politica trevigliese.

## Biografia
Il padre Francesco "Cecco" Cameroni (1830 - 6 febbraio 1887), avvocato, politico e amministratore, assessore facente funzione del sindaco dal 2 ottobre 1873 al 3 ottobre 1877, sindaco di Treviglio dal 5 maggio 1878 al 7 febbraio 1887, era un abbiente professionista e imprenditore; la madre, Barbara Maria Nazari Scagliapesce (4 gennaio 1834 - 24 maggio 1925), era figlia del nobile Giovanni Battista Nazari Scagliapesci (21 novembre 1791 - 7 giugno 1871), Consigliere comunale di Treviglio (1821-), deputato di Bergamo nella Congregazione centrale di Lombardia in Milano (31 agosto 1834) membro della Congregazione di carità di Treviglio (1818), presidente della Congregazione di carità di Treviglio, senatore e di Teodolinda Giovanna Angela Tacconi.
Si laureò giovanissimo, prima in lettere e filosofia nel 1892 all’Accademia Scientifico-Letteraria di Milano, poi in legge all’Università degli Studi di Genova. Nel 1904 fu candidato da Giovanni Giolitti e divenne parlamentare in varie legislature fino alla morte improvvisa per attacco cardiaco a Caravaggio nel 1920. Prima dell'impegno politico in Parlamento, fu consigliere, prima provinciale nel 1894 (di cui fu segretario) e poi comunale di Treviglio nel 1899.
Fu scelto dal Giolitti, in contrapposizione al radical-massone della sinistra progressista e anticlericale Adolfo Engel, poiché vide in lui un rappresentante di quella borghesia emergente di professionisti e imprenditori democratici, cattolici e moderati in grado di arginare il dilagare dei socialisti e comunisti.
Fu il primo deputato dichiaratamente cattolico, anche se rifiutò sempre di essere definito "clericale", ad entrare alla Camera dei deputati dopo la decisione del Papa di superare il non expedit, che vincolava i cattolici all’astensione dalla vita politica italiana: ciò fu possibile grazie anche agli interventi a favore della discesa in politica italiana dei cattolici dell'ex prevosto di Treviglio, l'abate Carlo Cameroni (Treviglio 1793 - Torino 1862), suo avo, e del prevosto di Treviglio dal 1890 al 1923, monsignor Ambrogio Portaluppi (Boffalora sopra Ticino, 27 maggio 1863 – Milano, 7 dicembre 1923), dottore in filosofia e teologia, succeduto a mons. Alessio Nazari Scagliapesce.
Partecipò con il Portaluppi e con don Pompeo Ghezzi, alla fondazione il 30 dicembre 1893 della Cassa Rurale (ora Cassa Rurale e Artigiana), dell'“Unione Rurale San Martino”, dell'“Unione Operaia”, nonché alla fondazione di scuole serali, scuole di lavoro per ragazze, e di enti per l’assistenza agli orfani di guerra, ai profughi e ai poveri.
Il 4 ottobre 1835, per iniziativa del canonico Ambrogio Portaluppi, nacque la Fondazione mons. Ambrogio Portaluppi chiamata inizialmente "Orfanotrofio Femminile di Treviglio".
Può essere utile rievocare brevemente la lotta Cameroni-Engel, come raro esempio dei modi coi quali si conducevano in quel tempo gli scontri tra i più eminenti rappresentanti del clericalismo e del laicismo italiano.
Agostino Cameroni impostò la sua battaglia elettorale col proposito di debellare la massoneria che «...perseguitando tutto ciò che sapeva di sacro nel nostro paese, aveva scavato un abisso tra l'Italia e la Chiesa ed insieme aveva rotti i naturali argini, che avrebbero dovuto contenere gli sfrenati appetiti della classe padronale da una parte e la passionalità rivoluzionaria del proletariato dall'altra. La setta massonica, che si giova delle sue segrete influenze, che intriga e briga per le aule dei tribunali come dei ministeri, per le caserme come per le banche, dovunque è necessario ai suoi scopi. Tutta una rete nascosta che si tende sotto i piedi dei cittadini indipendenti: tutta una nazione, tutto uno Stato che vive celato ed inafferrabile, sotto la Nazione e lo Stato ufficiale..."»
Nel 1885, a soli tre anni dalla laurea in giurisprudenza, fondò con Filippo Meda il “Corriere della Domenica”. Scrisse parecchi articoli e saggi, soprattutto di critica musicale, amante della musica di Wagner e delle composizioni sacre di don Lorenzo Perosi. Scrisse tra l'altro il libretto del Mosè e Il Natale del Redentore per il maestro Perosi stesso. Raccomandò, anche nei suoi discorsi alla Camera, la diffusione del canto corale nelle scuole. Celebre fu il suo discorso del 18 febbraio 1908 in difesa dell'insegnamento religioso nelle scuole italiane contro la mozione Bissolati. Come poeta pubblicò i "Canti", una raccolta di versi da lui stesso scritti.
A lui, la città di Treviglio dedicò una piazza e le scuole medie statali. Oggi anche un circolo culturale è intitolato a suo nome, legato al Partito Popolare Europeo.
La Biblioteca civica di Treviglio è intitolata a un altro Cameroni: nata nel 1861, con un patrimonio di 4176 volumi donati dal suo avo, l'abate Carlo Cameroni.